# Río Achiguate
Río Achiguate är ett vattendrag i Guatemala. Det ligger i den södra delen av landet, 90 km sydväst om huvudstaden Guatemala City.